# Пустынка (Новосибирская область)
Пусты́нка — посёлок в Тогучинском районе Новосибирской области. Входит в состав Репьёвского сельсовета.

## География
Площадь посёлка — 14 гектаров.

## Население
| 2002 | 2007 | 2010 |
| ---- | ---- | ---- |
| 26   | ↘18  | ↗25  |

## Инфраструктура
В посёлке по данным на 2007 год отсутствует социальная инфраструктура.